# Antimon(III)-acetat
Antimon(III)-acetat ist eine chemische Verbindung des Antimons aus der Gruppe der Acetate mit der Konstitutionsformel Sb(CH3COO)3.

## Gewinnung und Darstellung
Antimon(III)-acetat kann durch Reaktion von Antimon(III)-oxid mit Essigsäureanhydrid oder Antimon(III)-Salzen mit Essigsäure gewonnen werden.

## Eigenschaften
Antimon(III)-acetat ist ein farbloser Feststoff. Er besitzt eine monokline Kristallstruktur mit der Raumgruppe P21 (Raumgruppen-Nr. 4).

## Verwendung
Antimon(III)-acetat wird als Katalysator bei der Herstellung von synthetischen Fasern verwendet.